# Loison
Loison település Franciaországban, Meuse megyében. Lakosainak száma 117 fő (2022. január 1.). Loison Senon, Billy-sous-Mangiennes, Gincrey, Gremilly, Muzeray és Vaudoncourt községekkel határos.

## Népesség
A település népességének változása:
| Lakosok száma | 125  | 92   | 85   | 100  | 112  | 117  | 119  | 120  | 118  | 117  |
|               | 1968 | 1982 | 1990 | 2006 | 2013 | 2015 | 2017 | 2019 | 2020 | 2022 |